# イデアル (環論)
抽象代数学の分野である環論におけるイデアル（英: ideal, 独: Ideal）は環の特別な部分集合である。整数全体の成す環における、偶数全体の成す集合や 3 の倍数全体の成す集合などの持つ性質を一般化したもので、その部分集合に属する任意の元の和と差に関して閉じていて、なおかつ環の任意の元を掛けることについても閉じている空でない部分集合をイデアルという。
整数の場合であれば、イデアルと非負整数とは一対一に対応する。即ち整数環 Z の任意のイデアルは、それぞれただ一つの整数の倍数すべてからなる主イデアルになる。しかしそれ以外の一般の環においてはイデアルと環の元とは全く異なるものを指しうるもので、整数のある種の性質を一般の環に対して一般化する際に、環の元を考えるよりもそのイデアルを考えるほうが自然であるということがある。例えば、環の素イデアルは素数の環における対応物であり、中国の剰余定理もイデアルに対するものに一般化することができる。素因数分解の一意性もデデキント環のイデアルに対応するものが存在し、数論において重要な役割を持つ。
イデアルは整数の算術から定義される合同算術の方法と同様の剰余環（商環）の構成にも用いられる、この点において群論で剰余群（商群）の構成に用いられる正規部分群と同様のものと理解することができる。
順序集合に対する順序イデアルの概念は環論におけるこのイデアルの概念に由来する。またイデアルの概念を一般化して分数イデアルの概念を考えることもでき、それとの区別のためここで扱う通常のイデアルは整イデアルと呼ばれることもある。

## 定義
環 R の部分集合 I が、加法群としての部分群であり、R のどの元を左からかけても、また I に含まれるとき、I を左イデアル (left ideal) という。同様に任意の R の元を右からかけたものが I に含まれるとき、I を右イデアル (right ideal) という。言い換えると、R の部分集合 I が左（右）イデアルであるとは、I が R の左（右）加群としての部分加群であることをいう。左イデアルかつ右イデアルであるものを、両側イデアル (two–sided ideal) または単にイデアルという。R が可換環である場合はこれらの概念は全て一致するため、単にイデアルと呼ばれる。以下に述べるように、群を正規部分群で類別することによって剰余群を得るのと同様に、環を両側イデアルで類別することによって剰余環を得る。
I を環 R の両側イデアルとする。
{\displaystyle a\sim b\iff a-b\in I}
によって二項関係 ～ を定義すると、これは同値関係になる。この同値関係による商集合には自然に演算が定義できて、環になることが分かる。新しく作られたこの環を R のイデアル I による剰余環と呼び、R/I と書く。商環と呼ばれる場合もある。
環の準同型の核はイデアルであり、逆にイデアルはある環準同型の核になる。群の場合と同じように、環についても準同型定理が成り立つ。すなわち、
f : R 1 → R 2 が準同型ならば、R 1 の核による剰余環 R 1/Ker f は準同型の像 Im f と同型である。

## イデアルと合同関係
環構造と両立する同値関係である合同関係とイデアルとの間には一対一対応が存在する。即ち、環 R のイデアル I が与えられたとき、x ～ y ⇔ x − y ∈ I で定義される関係 ～ は R 上の合同関係であり、逆に R 上の合同関係 ～ が与えられたとき I = {x : x ～ 0} は R 上のイデアルになる。

## イデアルの生成
R を（必ずしも単位的でない）環とする。R の空でない左イデアルの族の交わりはまた左イデアルになる。R の任意の部分集合 X に対し、R の X を含む任意のイデアル全ての交わり I はやはり X を含む左イデアルであって、また明らかにそのようなイデアルの中で最小である。このイデアル I を X によって生成された左イデアルと呼ぶ。左イデアルの代わりに右イデアルもしくは両側イデアルをそれぞれ考えることにより、それぞれ同様の概念が定義される。
R が単位的ならば、R の部分集合 X が生成する左、右、両側イデアルは内部的な演算によって記述することができる。即ち、X の生成する左イデアルは
{\displaystyle \{r_{1}x_{1}+\dots +r_{n}x_{n}\mid n\in \mathbb {N} ,r_{i}\in R,x_{i}\in X\}}
によって与えられる。実際これが左イデアルを成し、これらの元が X を含む任意のイデアルに属することは明らかであるから、確かにこれは X の生成する左イデアルである。同様に X の生成する右、両側イデアルはそれぞれ
{\displaystyle \{x_{1}r_{1}+\dots +x_{n}r_{n}\mid n\in \mathbb {N} ,r_{i}\in R,x_{i}\in X\},}
{\displaystyle \{r_{1}x_{1}s_{1}+\dots +r_{n}x_{n}s_{n}\mid n\in \mathbb {N} ,r_{i}\in R,s_{i}\in R,x_{i}\in X\}}
によって与えられる。
規約として、0 は0 項からなる和と見做すことにより、イデアル {0} は空集合 ∅ の生成する R のイデアルと考える。
R の左イデアル I が R の有限集合 F によって生成されるならば、イデアル I は有限生成であるという。有限集合で生成される右イデアル、両側イデアルについても同様である。
生成系 X が R の適当な元 a のみからなる単元集合 {a} とすると、X = {a} の生成する各イデアルは簡単に
{\displaystyle Ra=\{ra\mid r\in R\},}
{\displaystyle aR=\{ar\mid r\in R\},}
{\displaystyle RaR=\{r_{1}as_{1}+\dots +r_{n}as_{n}\mid n\in \mathbb {N} ,r_{i}\in R,s_{i}\in R\}}
と言う形に書くことができる。これらは a によって生成される左、右、両側の主イデアル（単項イデアル）と呼ばれる。a の生成する両側イデアルを簡単に (a ) と書くことも広く行われている。
上で述べたことは、単位的でない環 R に対しては少しく変更が必要である。X の元の有限積和に加えて、任意の自然数 n と X の元 x に対して、x の n-重和 x + x + … + x および (−x) + (−x) + … + (−x) を考えるのである。単位的環 R に対してはこの余分な仮定は過剰な条件になる。
- 整数環 Z はその任意のイデアルがただ一つの数で生成され（したがって Z は主イデアル整域）、主イデアル nZ の生成元は n または −n のちょうど二つである（その意味ではイデアルと整数との差異はこの環ではほぼ分からない）。任意の整域において aR = bR は、適当な単元 u が存在して au = b を満たすことを意味し、逆に任意の単元 u に対して aR = auu−1R = auR が満たされる。故に可換主イデアル整域において、主イデアル aR を任意の単元 u に対する au が生成することができる。Z の単元は 1 と −1 の二つのみであるから、これは Z の場合をも含んでいる。

## イデアルの演算
I, J を環 R の左（右）イデアルとする。I, J の和を
{\displaystyle I+J:=\{a+b\mid a\in I,\,b\in J\}}
で定義すると、これは I, J を含む左（右）イデアルのうち最小のものである。また、I と J の積集合 I ∩ J は I, J に含まれる左（右）イデアルのうち、最大のものである。しかし、和集合 I ∪ J は必ずしもイデアルにならない。I と J が共に両側イデアルのとき、それらの積を
{\displaystyle IJ:=\{a_{1}b_{1}+\cdots +a_{n}b_{n}\mid n\in \mathbb {N} ,\,a_{i}\in I,\,b_{i}\in J\}}
で定義すると、これはまた両側イデアルであり、I ∩ J に含まれる。積の定義は、単なる I の元と J の元の積ではなく、その有限和全体の集合であることに注意する必要がある。これらの間の包含関係をまとめると次のようになる。
{\displaystyle IJ\subset I\cap J\subset I,\,J\subset I\cup J\subset I+J}
ただし、最初の包含関係は、I, J が両側イデアルの場合である。

## 性質
- 任意の環 R において {0} および R はイデアルになる。R が可除環または体ならば、そのイデアルはこれらのみである。イデアル R は単位イデアル (unit ideal )、イデアル {0} は零イデアル (zero ideal ) と呼ばれ、これらは自明なイデアル (trivial ideal ) と総称される。イデアル I が真のイデアル (proper ideal ) とはそれが R の真の部分集合となること、つまり R と異なるイデアルとなることを言う[1]。
- 正規部分群が群準同型の核となることとまったく同じように、イデアルを準同型の核として捉えることができる。R の空でない部分集合 A について
  - A が R のイデアルとなる必要十分条件はそれが適当な環準同型の核となることである。
  - A が R の右イデアルとなる必要十分条件はそれが右 R –加群 RR から別の適当な右 R –加群への適当な加群準同型の核となることである。
  - A が R の左イデアルとなる必要十分条件はそれが左 R –加群 RR から別の適当な左 R –加群への適当な加群準同型の核となることである。
- 剰余類とイデアルとの間の関係は、乗法と加法を剰余環へ写せることとして理解することができる。
- 環が単位元を持つとき、イデアルが真のイデアルとなる必要十分条件は、それが単位元を含まないこと、従って任意の単元を含まないことである。
- 任意の環において、そのイデアル全体の成す集合は包含関係に関して半順序集合を成す。実はこれはさらに、完備モジュラー束でイデアルの和を結び演算（英語版）に、集合の交わりを交わり演算（英語版）に持つ。このとき自明なイデアルは最小元（零イデアル）と最大元（単位イデアル）を与える。この束は一般には分配束（英語版）にならない。
- R の真のイデアル全体の成す集合を考えるのにはツォルンの補題を必要としないが、R が単位元 1 を持つとき「1 を含まないイデアル全体の成す集合」を考えるならば、ツォルンの補題を適用して、帰結として真の極大イデアルの存在を確かめることができる。より明確に言えば、任意の真のイデアルに対して、それを含む極大イデアルが存在することが示せる（極大イデアルの項のクルルの定理を参照）。
- 環 R をそれ自身左 R-加群と見做すことができるが、このとき R の左イデアルはその R に含まれる左 R-部分加群と見做される。同様に右イデアルも、自身の上の右加群と見た R の右 R-部分加群であり、両側イデアルは R-両側加群としての R の R-部分加群である。R が可換の時はイデアルがそうであるように、これら三種の加群はすべて一致する。
- 任意のイデアルは擬環である。
- 環 R のイデアル全体はイデアルの和と積に関して（R を単位元とする）半環になる。特にイデアルの積は結合的であり、かつイデアルの和に対して分配的でもある[2]。

## イデアルの種類
以下簡単のため可換環でのみ考えることにして、非可換版の詳しい話は各項に譲る。
イデアルの重要性は、それが環準同型の核となることであり、また剰余環を定義することができることにある。異なる種類の剰余環が定義できると言うことに従って、様々な種類のイデアルが考えられる。
極大イデアル
真のイデアル I が極大イデアル (maximal ideal) であるとは、I を真に含む真のイデアル J が存在しないことを言う。極大イデアルによる商は一般には単純環、可換環の場合は体になる。
極小イデアル
ゼロでないイデアルが極小 (minimal) であるとは、それが零でも自身でもないイデアルを含まないことを言う。
素イデアル
真のイデアル I が素イデアル (prime ideal) であるとは、R の元 a, b が ab ∈ I を満たすならば必ず a と b の少なくとも一方が I に属すことを言う。素イデアルによる商は一般には素環、可換の場合は整域となる。
根基イデアルまたは半素イデアル
真のイデアル I が根基 (radical) または半素 (semiprime) であるとは、R の任意の元 a に対してその適当な冪 an が I に属すならば a ∈ I となることを言う。根基イデアルによる商は、一般には半素環であり、可換の場合は被約環になる。
準素イデアル
イデアル I が準素イデアル (primary ideal) とは、R の元 a, b が ab ∈ I を満たすとき、a ∉ I ならば bn ∈ I が適当な正の整数 n に対して成り立つことを言う。任意の素イデアルは準素イデアルだが逆は必ずしも成り立たない。半素な準素イデアルは素イデアルである。
主イデアル
単項生成なイデアル。
有限生成イデアル
加群として有限生成なイデアル。
原始イデアル
左単純加群の零化域を左原始イデアルと呼ぶ。右原始イデアルも同様。しかしその名称にも拘らず、左または右原始イデアルは実は常に両側イデアルになる。原始イデアルは素イデアルである。左（または右）原始イデアルによる商は左（または右）原始環と言う。可換環の場合は原始イデアルは極大であり、従って原始環は体になる。
既約イデアル
イデアルが既約 (irreducible) であるとは、それがそれを真に含むイデアルの交わりに書けないことを言う。
互いに素なイデアル
2つのイデアル I, J が互いに素 (coprime または comaximal) であるとは I + J = R となることを言う。
正則イデアル
いくつか異なる流儀がある。
冪零元イデアル
イデアルが冪零元イデアル (nil ideal) とは、その任意の元が冪零であることを言う。
必ずしも環の中で閉じているわけではないが、「イデアル」と呼ばれる重要な例を二つ挙げる。詳細はそれぞれの項を参照。
- 分数イデアル：通常は R が商体 K を持つ可換整域である場合に定義される。名前が示唆する通り、分数イデアル (fractional ideal ) は K の特別な性質を持つ R –部分加群である。分数イデアルが完全に R に含まれる時には、真に R のイデアルを成す。
- 可逆イデアル：通常は、可逆イデアル (invertible ideal) A は分数イデアルであって、別の分数イデアル B で AB = BA = R を満たすものが取れるものと定義される。文献によっては、R が整域ではなく一般の環で、通常のイデアル A, B が AB = BA = R を満たすときに、「可逆イデアル」と言う呼称を用いるものがある。

## 歴史
通説にしたがってイデアルの成立史を述べる。19世紀のドイツの数学者であるクンマーはフェルマーの最終定理を証明しようと研究していた。その中で彼は、代数的整数に関しては有理整数の場合のような素因数分解の一意性が必ずしも成り立たないという問題に直面した。
有理整数環 Z においては 6 = 2 × 3 であって、順序の入れ替え (3 × 2) を除いては他の素因数分解は存在しない。しかし、代数的整数の場合はそうではない。
クンマーが扱ったのは奇素数 p に対する p-分体の整数環の場合であったが、以下ではより単純な例として次のような環を考える。ただし、i は虚数単位である。
{\displaystyle R=\mathbb {Z} [{\sqrt {5}}\,i]=\left\{a+b{\sqrt {5}}\,i\mid a,b\in \mathbb {Z} \right\}}
この環には 6 の分解は 2 通り存在する。
- 6 = 2 × 3
- 6 = (1 + √5i ) × (1 − √5i )

1 ± √5i がこれ以上分解できないことは、乗算における絶対値に注目すれば容易に証明できる。
クンマーは、これはまだ分解が十分でないために起きると考えた。例えば有理整数環 Z においても、12 = 3 × 4 = 2 × 6 のように、分解が十分でなければ 2 通りの分解が発生する。これは 12 = 2 × 2 × 3 と完全に分解しなければならない。これと同様に、上記の環 R においてもより根元的な分解 6 = A × B × C × D が存在し、
2 = A × B
3 = C × D
1 + √5i = A × C
1 − √5i = B × D
なのであろうというのがクンマーの基本的な発想である。
もちろん A, B, C, D は R の元ではありえない。クンマーは、x2 + 1 の分解のためには −1 の平方根を含むより広い領域が必要となるように、R の元が上のように完全に分解されるより広い領域が存在すると考えた。そしてこの A, B, C, D のような理想的な分解を与える因子を理想（複素）数 (ideale complexe Zahl) あるいは理想因子 (ideal Primfactor) と名付けて、理想数の理論を築いた。
クンマーの理想数の理論は非常に形式的で、とても難解なものであった。後になってデデキントは理想数の理論を整理することによってイデアルを考案した。イデアル (Ideal) という名称は、理想数に由来する名前である。
現代の環論の言葉で言うなら、先の 6 の分解に対するクンマーの考えは次のようなことに相当する。
A = 2R + (1 + √5i)R,
B = 2R + (1 − √5i)R,
C = 3R + (1 + √5i)R,
D = 3R + (1 − √5i)R
とすれば、
6R = A × B × C × D
であり、
2R = A × B,
3R = C × D,
(1 + √5i)R = A × C,
(1 − √5i)R = B × D,
すなわち、6 という元の素因数分解を考えるのではなく、6 により生成されるイデアルの素イデアル分解を考えることが適当だったのである。
また、現代の環論では 2, 3, 1 + √5i, 1 − √5i はそもそも R における 6 の素因数ではない。これらのように「これ以上分解できない元」は既約元と呼ばれ、素数の一般の概念である素元とは区別される。詳しくは環 (数学)を参照のこと。
なお、理想数の理論の考え方は、現代ではイデアル論の他に p-進体の理論にも継承されている。